# Lucian Vințan
Lucian N. Vințan (27 august 1962, Cisnădie - 5 noiembrie 2019, Sibiu) a fost prof. univ. dr. ing. și conducător de doctorate în știința și ingineria calculatoarelor, la Universitatea "Lucian Blaga" din Sibiu și membru titular al Academiei de Științe Tehnice din România.

## Activitatea profesională
A adus contribuții științifice originale în următoarele domenii: algoritmi avansați de aritmetică binară; microprogramare dinamică (accelerator limbaj Fortran 77); metode analitice de evaluare și optimizare a unor microarhitecturi avansate; modelarea și simularea unor arhitecturi avansate de cache-uri (algoritmi de control adaptiv al acestora); modelarea și simularea unor noi scheme de predicție dinamică a branch-urilor (spre ex., conceptul de "neural dynamic branch prediction" l-a introdus în premieră mondială, fiind recunoscut ca atare și des citat de către grupuri prestigioase de cercetare academice și industriale - ex. Univ. Berkeley, Rutgers, Purdue, Virginia din SUA, Politecnica Barcelona din Spania etc. respectiv compania INTEL; actualmente (2004), conceptul este implementat în simulatoarele microprocesorului Intel Itanium și cercetat intens în majoritatea marilor centre academice și industriale în arhitectura calculatoarelor; dezvoltarea unei metodologii de identificare a branch-urilor dificil predictibile ("unbiased") și extinderea contextului relevant în vederea predictibilității acestora; branch-uri precalculabile dinamic (citat și dezvoltat ulterior în special în arhitecturi de tip Simultaneous MultiThreading - SMT); dezvoltarea unor metrici de caracterizare a gradului de aleatorism al secvențelor de simboluri, bazate pe compresibilitate, entropie discretă, predictibilitate Hidden Markov Models-HMM, complexitate Kolmogorov; determinarea gradelor obtenabile de paralelism la nivel de instrucțiuni și a influențelor diferitelor limitări asupra acestora; modelarea și simularea unor procese predictive și speculative, implementabile în microarhitecturile avansate (ex. ideea originală de predicție dinamică centrată pe contextul CPU - ca alternativă a centrării pe instrucțiuni cum s-a propus anterior - publicată în revista cotată ISI, IEE Proc.Comp.& Digit. Techn., UK, iulie 2005); modelarea și implementarea unor procese predictive în aplicații de tip "ubiquitous computing" (în vederea proactivității sistemului, bazat pe procese stohastice Markov, Hidden Markov Models, retele neuronale etc.); clasificarea automată a documentelor prin metode de tip nucleu (algoritmi tip Support Vector Machine).
•	Specializări în: Anglia (Universitatea De Montfort - 1999, 2000; Universitatea Hertfordshire – 1996, 1999, 2000), Republica Irlanda (Universitatea Galway - 1999), Spania (Universitatea Autonoma Barcelona - 1999), Suedia (Universitatea Lund - 2000), Germania (Universitatea din Karlsruhe – 2001; Siemens AG CT IC, München, 2002, 2003; Universitatea din Augsburg – 2003, bursa DAAD NATO; Compania Continental Nürnberg – 2004, Siemens CT IC, München, 2005), S.U.A. (Universitatea Columbia-Missouri – Visiting Scholarship 1999, USIA) etc.

## Recunoaștere națională și internațională
- Membru în comitetul tehnic al organizației internaționale “The International Association of Science and Technology for Development” (IASTED), Canada, comisia “Parallel and Distributed Computing and Systems”[necesită citare]
- “Visiting Researcher” la Universitatea din Augsburg, Germania (2003, 3 luni, finanțare prin DAAD – NATO, Germania)[necesită citare]
- Referent științific al revistelor "IEE Proceedings. Computer and Digital Techniques", Anglia; “IEEE Transactions on Computers”, SUA; "Studies in Computational Intelligence (SCI). Advances in Intelligent and Distributed Computing", Germania; "Concurrency and Computation: Practice and Experience", SUA etc.[necesită citare]
- Consultant oficial al companiei Siemens AG CT IC, München, Germania (2002-2006)[necesită citare]
- Expert și consilier (2001 – prezent) al Consiliului Național pentru Cercetarea Științifică din Învățământul Superior (CNCSIS), Calculatoare & Tehnologia Informației; Membru al Comisiei de Științe inginerești a CNCSIS (din 2005)[necesită citare]
- Expert independent al Comisiei Europene în domeniul științei și ingineriei calculatoarelor (DG Information Society Expert).[necesită citare]
- Membru în “Consiliul Național de Atestare a Titlurilor, Diplomelor și Certificatelor Universitare” (CNATDCU), Comisia de “Ingineria sistemelor, calculatoare și tehnologia informației” (din 2005)[necesită citare]
- Peste 520 de citări independente ale propriilor lucrări, în reviste și conferințe internaționale de prestigiu (ex. IEEE Transactions on Computers), până în anul 2014 - cf. paginii sale de web[necesită citare]
- Membru în comitetele internaționale de program a peste 110 conferințe științifice - cf. paginii sale de web[necesită citare]

## Premii, distincții
•	Ales membru titular al “Academiei de Științe Tehnice din România” din anul 2012 (ales membru corespondent în anul 2005)
•	Premiul “Tudor Tănăsescu” al Academiei Române pe anul 2003, decernat în 23 decembrie 2005, pentru lucrarea “Simularea și optimizarea arhitecturilor de calcul în aplicații practice”
•	Titlul onorific de “Visiting Research Fellow” la Universitatea din Hertfordshire, Marea Britanie
•	Diploma Universității “L. Blaga” din Sibiu pentru “competență academică deosebită și servicii excepționale aduse” (2000) respectiv Diploma și Medalia cu prilejul aniversării a 220 de ani de învățământ superior sibian, pentru contribuții deosebite la dezvoltarea universității (2005)
•	Diploma de excelență a Universității "Politehnica" din București, Facultatea de Automatică și calculatoare, “în semn de prețuire pentru contribuția adusă la dezvoltarea domeniului de Calculatoare și tehnologia informației” (2014)